# シーデー
シーデー（古希: Σίδη, Sīdē、「柘榴」の意）は、ギリシア神話に登場する多数の女性の名前である。冥界の女王ペルセポネーを象徴する柘榴の実と関連すると考えられる。主に、
- ベーロスの妻
- オーリーオーンの妻
- ダナオスの娘
- タウロスの娘
- 柘榴に変身した乙女

の5人が知られている。以下に説明する。

## ベーロスの妻
このシーデーは、7世紀頃の年代記編集者アンティオキアのヨハネによると、ベーロスの妻でアイギュプトスとダナオスの双子の母。フェニキアの都市シードーンは彼女にちなんで名づけられた。ただしベーロスの妻の名は普通はナイル川の娘アンキノエーとされる。

## オーリオーンの妻
このシーデーは、英雄オーリーオーンの最初の妻。女神ヘーラーと容色の美しさを競ったために、タルタロスに落された。

## ダナオスの娘
このシーデーは、アルゴスの王ダナオスの50人の娘ダナイデスの1人。パウサニアスによるとラコーニア地方のマレアー岬先端部の都市シーデーは彼女の名にちなむ。

## タウロスの娘
このシーデーは、タウロス（Tauros）の娘。キモーロス（Kimolos）と結婚した。小アジアのパンピュリア地方の都市シーデーは彼女の名にちなむという。

## 柘榴に変身した少女
このシーデーは、母親の死後、欲情した父親から逃げるため母親の墓に行き、その場所で自殺した。神々は彼女を柘榴に、父親を鳶に変えた。というのは、鳶は柘榴の木には決して止まらないと言われていたからであった。